# 有働由美子
有働由美子（日语：／ Udō Yumiko */?；1969年3月22—）是日本女性播報員，所屬經紀公司為NATURAL EIGHT。出生於鹿兒島縣，但在大阪府成長；畢業於神戶女學院大學，1991年起進入NHK，當中最為人熟識是多次出任NHK的除夕節目《NHK紅白歌合戰》的主持人，曾負責NHK綜合頻道的生活雜誌式節目《朝一》主持、及為NHK BS Premium的《世界最美的瞬間》擔任旁述。2018年3月，从NHK辞职，成為自由播報員，並自該年10月至2024年3月28日擔任日本電視台夜間新聞節目《news zero》主播。

## 簡歷

### 成長時期
出身於鹿兒島縣，父母均來自熊本縣，年少時搬到大阪府生活，並在大阪接受教育，在大阪府立北野高等學校畢業後，原希望進入大阪大學但失敗，最後改進入神戶女學院大學，1991年加入NHK當播報員。
興趣有閱讀、旅行、烹飪，並擁有劍道2段資格。中學及高校時代是劍道部成員。

### 工作經歷
入局後最初在大阪放送局負責報導體育新聞。入局4年後，被委任擔任《NHK新聞 早安日本》主持人，開始於東京工作。1995年關西地方發生阪神大地震，關西出身的有働被派往受災地進行採訪，而憑著她的一口流利的關西腔，她的採訪片段在全國新聞中播出，也是讓她漸漸受到了重視的重要因素。及後更獲委派負責奧運會採訪、《NHK10點新聞》等的重要新聞節目。
2001年，首次擔任《NHK紅白歌合戰》紅組主持，隨後2年也是繼續由她擔任；2006年4月起，伙拍小川浩司擔任《Studio Park LIVE talk show》主播，但不久小川浩司因健康理由而缺席數週的節目，有働只能一個人獨自支撐，但亦再一次印證她的主播能力並確立其主持風格。2007年6月，完成了一年的《Studio Park LIVE talk show》主持身份後（此節目的主持人通常以一年左右為任期），被調往美國分局（紐約）任職，2008年6月獲升任進入管理層，2010年3月29日回日，隨即出任新節目《朝一》的主持至今。2012年起連續四年再次參與《NHK紅白歌合戰》，但改為綜合主持。
2013年2月1日獲邀於日本電視台的節目《PON!》中出演，成為了首位女性在民營電視台中出演的NHK主播。
2018年3月31日，离开供职长达28年的NHK，成為自由播報員。同年10月起，擔任日本電視台夜間新聞節目《news zero》的主要主持人。

## 外部連結
- NHK有働由美子公式介紹。 （页面存档备份，存于）（日語）